# 礼成江站
禮成江站（朝鲜语：례성강역；）曾为朝鲜铁路白川線上的一个车站，位于开城市开丰区域，启用及废止时间不明。